# Cimetidin
Cimetidin ist ein Arzneistoff, der als H2-Antihistaminikum zur Dämpfung der Magensaftproduktion eingesetzt wird. Chemisch gehört die Substanz zur Wirkstoffklasse der Guanidin-Derivate.

## Entwicklung
Cimetidin ist der erste in die Therapie von Sodbrennen und Magen-Darm-Geschwüren eingeführte H2-Antagonist. Er wurde ab Mitte der 1960er Jahre von SmithKline and French (heute GlaxoSmithKline) entwickelt und kam 1976 als Tagamet auf den Markt. Tagamet wurde zu einem der ersten Blockbuster auf dem Pharmamarkt.
Als Entwickler gelten die bei Smith Kline wirkenden britischen Chemiker Graham J. Durant (* 1934), John Colin Emmett (* 1939) und C. Robin Ganellin (* 1934), die dafür in die National Inventors Hall of Fame aufgenommen wurden. Sie arbeiteten dabei mit James Whyte Black zusammen.

## Gewinnung und Darstellung
Die Herstellung der Verbindung kann in einer fünfstufigen Synthese erfolgen. Im ersten Schritt wird durch die Umsetzung von 2-Chlor-3-oxobuttersäureethylester mit Formamid das Imidazolstrukturelement gebildet. Die anschließende Reduktion mit Natrium in flüssigem Ammoniak ergibt die Zwischenstufe 4-Hydroxymethyl-5-methylimidazol. Darauf folgen die Umsetzungen mit 2-Aminoethanthiol und Dimethylcyanocarboimidodithionat. Letztere Verbindung kann aus Cyanamid, Schwefelkohlenstoff und Dimethylsulfat in Gegenwart von Kalilauge erhalten werden. Im letzten Syntheseschritt erfolgt mittels Methylamin die Substitution der Methylthiogruppe durch die Methylaminogruppe.

## Eigenschaften
Cimetidin tritt in vier polymorphen Formen und einer Monohydratform auf. Die Schmelzpunkte betragen für das Polymorph A 140,3 °C, für das Polymorph B 142,0 °C und die Polymorphe C und D jeweils 141,9 °C. Die Dehydratisierung des Monohydrates führt zum Polymorph A. Die Kristallstrukturen der einzelnen Polymorphen wurde mittels Röntgenbeugung bestimmt. Die unterschiedlichen Kristallformen unterscheiden sich basierend auf einem unterschiedlichen Löseverhalten in ihrer Bioverfügbarkeit. In pharmazeutischen Formulierungen werden nur die Formen A und B verwendet.

## Pharmakologie

### Wirkungsmechanismus
Cimetidin ist ein kompetitiver, reversibler H2-Antagonist der Belegzellen der Magenschleimhaut. Dadurch vermindert es die Sekretion der Magensäure und die Freisetzung des Verdauungsenzyms Pepsin, beeinflusst aber nicht die Bildung des Magenschleims und die Magenentleerung. Zusätzlich wird noch nichtkompetetiv die Vagus- und Gastrin-induzierte Säurefreisetzung unterdrückt.
Darüber hinaus hemmt Cimetidin die H2-Rezeptoren an T-Suppressorzellen und unterbindet deren Wirkung, was zu einer indirekten Immunstimulation führt. Außerdem vermindert es die Sekretion des Parathormons und von Androgenen.
Neuere Leitlinien ziehen allerdings Protonenpumpenhemmer den H2-Blockern in der Therapie der Gastritis, Ösophagitis und der Refluxerkrankungen vor. 

### Verteilung im Körper
Cimetidin wird oral oder parenteral verabreicht und zu etwa 70 % im Darm resorbiert, vor allem im Ileum. Es verteilt sich in der Blutbahn und gelangt auch in die Milch und passiert die Plazenta. Es wird in der Leber verstoffwechselt, zum Teil auch unverändert über den Urin ausgeschieden. Die Halbwertszeit beträgt etwa eine Stunde.

### Anwendungsgebiete
- Ulzera im Magen, Labmagen und Duodenum
- Akute Pankreatitis und exokrine Pankreasinsuffizienz
- Gastritis
- Ösophagitis und gastroösophagealer Reflux
- Duodenal-gastrischer Reflux
- Blutungen im oberen Magen-Darm-Trakt
- Gastrinome und systemische Mastozytose
- Immunstimulation, Einsatz z. B. bei Melanomen beim Pferd

### Kontraindikationen und Nebenwirkungen
Bei Überempfindlichkeit und schweren Nieren- oder Lebererkrankungen ist die Anwendung kontraindiziert. Die Anwendung bei lebensmittelliefernden Tieren ist nicht erlaubt.
Beim Menschen wurden geistige Verwirrung, Kopfschmerzen, Gynäkomastie, verminderte Libido, kardiale Arrhythmien (Bradykardie) und selten auch eine Agranulozytose beobachtet. Zudem hat es eine hohe Delirium-induzierende Potenz.
In der Tiermedizin gibt es keine Berichte von Nebenwirkungen.

### Wechselwirkungen
Da Cimetidin einen hemmenden Einfluss auf einige Cytochrom-P450-Enzyme hat, sind durch Wirkverlängerung- und -verstärkung zahlreiche Interaktionen möglich und kann somit zu einer Inkompatibilität mit Arzneistoffen führen, die als Enzym-Induktoren an CYP-450-Enzymen wirken, oder von selbigen abgebaut werden. Dies ist auch ein Grund dafür, warum Cimetidin nicht im rezeptfreien OTC-Verkauf zur Verfügung steht, im Vergleich zu den anderen H2-Blockern, wie Famotidin.
Cimetidin hemmt die Kreatininsekretion in den Nieren und kann deshalb laborchemisch eine erniedrigte Glomeruläre Filtrationsrate vortäuschen. Die Ursache hierfür ist im Wesentlichen, dass Cimetidin den Efflux aus den proximalen Tubuluszellen über die beiden SLC-Transporter MATE1 (SLC47A1, multidrug and toxin extrusion 1) und MATE2-K (SLC47A2, multidrug and toxin extrusion 2 - kidney) an der apikalen Seite inhibiert. Darüber hinaus inhibiert Cimetidin – allerdings etwas schwächer als MATE1 und MATE2-K – auch den organischen Kationentransporter 2 (OCT2) an der basolateralen Seite.

## Handelsnamen
Monopräparate
Cimetag (A), CimLich (D), H 2 Blocker (D), Neutromed (A), Ulcostad (A) und weitere Generika (D, A)